# 福州市仓山小学
福州仓山小学是一所位于中华人民共和国福建省福州市仓山区的公办小学，创办于1952年3月。学校原为福建军区干部子弟学校，1965年移交地方管理后更名为福州仓山小学，经过多年发展，已成为区域内知名的重点小学之一。

## 校园与教学
学校位于仓山区立新路25号，校园环境整洁、设施齐全。近年来，学校注重信息化建设和素质教育的融合，多次荣获省市级荣誉。